# 4954 Ерик
4954 Ерик (енгл. 4954 Eric) је Амор астероид чија средња удаљеност од Сунца износи 2,001 астрономских јединица (АЈ).
Апсолутна магнитуда астероида је 12,6.